# Julian Weigend
Julian Weigend (ur. 27 sierpnia 1971 w Grazu) – austriacki aktor teatralny, telewizyjny i filmowy.
Od roku 1992 grał (Amadeusz Petera Shaffera, Sen nocy letniej Williama Szekspira) w różnych teatrach, m.in.: Landestheater Schleswig-Holstein, Tourneetheater w Monachium czy Berliner Kammerspiele. W 1993 po raz pierwszy trafił przed kamery w filmie telewizyjnym Schöndorf. W następnych latach pracował w wielu innych filmach i serialach telewizyjnych, m.in. Komisarz Rex czy Kobra – oddział specjalny. Wraz z obsadą serialu kryminalnego R. I. S. – Die Sprache der Toten (2007–2008) jako Philip Jacobi był nominowany do German Television Award 2007.

## Filmografia
- 1999–2013: Schimanski jako Thomas Hunger
- 2001: Komisarz Rex jako Kurt
- 2001: Lammbock jako Achim
- 2002: Medicopter 117 jako Jochen
- 2002: Herz oder Knete (TV) jako Dieter Morus
- 2004: C(r)ook jako Dichter
- 2005: Kobra – oddział specjalny - odc. Ausgebrannt jako Marc Schneider
- 2005: Tausche Kind gegen Karriere (TV) jako Paul
- 2005: Jednostka specjalna „Dunaj” jako Philipp Zentschütz
- 2006: Tatort: Blutschrift jako Jens Tegner
- 2006: Abschnitt 40 jako Marco Bikowski
- 2006: Kobra – oddział specjalny  - odc. Obietnica (Das Versprechen) jako Käutner
- 2007–2008: R. I. S. – Die Sprache der Toten jako Philip Jacobi
- 2010: Die Wanderhure (TV) jako Ruppertus von Keilburg
- 2010: Ich trag dich bis ans Ende der Welt (TV) jako Tom
- 2011: Nie całuj pilota w buszu (Buschpiloten küsst man nicht) jako Daniel Berger
- 2012: Zemsta nierządnicy (Die Rache der Wanderhure) jako Janus Supertur
- 2013: Die Rosenheim-Cops jako Klaus von Ried
- 2013: Markiza Angelika jako Fouquet
- 2013: Narodziny bohaterów (Helden - Wenn Dein Land Dich braucht, TV) jako Marek Kollberg
- 2015: Tatort: Freddy tanzt jako Oliver Kern
- 2017: Górski lekarz (Der Bergdoktor) jako dr Michael Stamm
- 2016: Jednostka specjalna „Dunaj” jako Fischer
- 2018: Tatort: Bausünden jako Hans Könecke